# سیلرتون (تنسی)
سیلرتون(به انگلیسی: Silerton) شهری در ایالت تنسی کشور ایالات متحده آمریکا است که جمعیت آن در سرشماری سال ۲۰۱۰ میلادی، ۱۱۱ نفر بوده‌است.